# Espiel
Espiel es un municipio español de la provincia de Córdoba, Andalucía. Cuenta con una población de 2341 habitantes (INE 2024). Su extensión superficial es de 437,26 km² y tiene una densidad de 5,69 hab/km². Se encuentra situado en la comarca del Valle del Guadiato, a una altitud de 548 metros y a 50 kilómetros de la capital de provincia, Córdoba. Espiel es conocido por contar con una de las mejores zonas de escalada deportiva de Andalucía. En su término se alzan las barriadas de El Vacar y Fuente Agria. 

## Geografía
Integrado en la comarca de Valle del Guadiato, se sitúa a 49 kilómetros de Córdoba El término municipal está atravesado por las carreteras nacionales N-432 (Badajoz-Córdoba) y N-502 (Ávila-Córdoba), además de por una carretera local que comunica con Villaviciosa de Córdoba y Villanueva del Rey. 
El relieve del municipio está definido por una sucesión de montañas y valles de norte a sur. El límite septentrional con la comarca de Los Pedroches lo marca una cadena montañosa en la que destacan el Cerro de la Zarquilla (900 metros) y la loma del Sordo (933 metros), existiendo además una serie de puertos que sirven de paso natural a Los Pedroches, como son el puerto de la Zarquilla, el puerto del Carrizal o el puerto de la Cruz. Desde esta cadena montañosa descienden varios arroyos hacia el valle del río Guadalbarbo, que cruza el territorio de noroeste a sureste. Más hacia el sur se alza otra pequeña cadena montañosa en la que destacan la peña Crispina (924 metros), la peña de la Osa (828 metros) o el pico Murrio Alto (782 metros), además del puerto de Espiel (754 metros) que cruza la carretera N-502. En el extremo suroriental de esta cadena montañosa se encuentra el cerro del Cebello (551 metros). A continuación aparece el valle del río Guadiato con el embalse de Puente Nuevo. 
Finalmente, en el extremo meridional y suroccidental se encuentran otra serie de sierras integradas en Sierra Morena, como son la Sierra de los Santos, que incluye el Cerro del Trabuco (832 metros) y el Cerro de Caballeras (797 metros), la Sierra de Casas Rubias (625 metros) y la Sierra de las Agujas (734 metros). Entre estas sierras discurren pequeños ríos entre los que destacan dos afluentes del río Bembézar: el río Névalo, que hace de límite con Villaviciosa de Córdoba, y el río Benajarafe, que hace de límite con Villanueva del Rey. La altitud oscila entre los 933 metros (loma del Sordo) al norte y los 200 metros a orillas del río Névalo. El pueblo se alza a 556 metros sobre el nivel del mar.
| Noroeste: Belmez                         | Norte: Villanueva del Duque  | Noreste: Alcaracejos                     |
| Oeste: Villanueva del Rey y Hornachuelos | Puntos cardinales            | Este: Pozoblanco, Villaharta y Obejo     |
| Suroeste: Hornachuelos                   | Sur: Villaviciosa de Córdoba | Sureste: Obejo y Villaviciosa de Córdoba |

## Historia
Su estratégica ubicación en el centro del valle del Guadiato influyó sobremanera en el asentamiento protohistórico en las tierras de Espiel, encontrándose una gran cantidad de yacimientos del calcolítico, del megalítico, etc. Destacan los asentamientos de La Estrella, La Alhondiguilla o El Vacar, y el hallazgo de un ídolo-placa en serpentina verde con diversos grabados. 
Los primeros indicios de civilización corresponden a la época romana. En la localidad estuvo asentada la población de Siciliana, quedando restos de su asentamiento como monedas o sepulcros. Posteriormente, tras las invasiones de los pueblos germánicos, resulta importante reseñar la existencia del conjunto arqueológico de "El Germo", constituido por una basílica y un baptisterio visigodos, erigidos hacia el 600 d. C. La época islámica nos ha legado el castillo musulmán de "El Vacar". Se trata de una fortaleza de la época califal construida en tiempos de al-Hákam II. En su entorno tuvo lugar en el año 1009 la batalla de Aqbat al-Bakr.
Tras la Reconquista, en 1237 Fernando III donó a Córdoba el castillo de El Vacar y Espiel pasó a pertenecer al señorío de Córdoba. En el año 1546, Pedro Sánchez de Sepúlveda ganó una provisión para que la villa tuviese alcalde, alguacil y escribano, de ese modo se evitaban las molestias originadas a sus vecinos cuando tenían que ir a Villanueva para sus negocios y otorgamientos de escrituras. En el siglo XVII fue comprada por Juan Jiménez de Góngora, luego marqués de Almodóvar del Río.
Los vecinos espeleños dan crédito a la tradición de que el pueblo se remonta en sus inicios a unas chozas (hechas por unos cabreros en los actuales asentamientos de la villa), las que después se convirtieron en casas que se fueron amontonando poco a poco, aunque no se precisa en qué momento. 
Este territorio estuvo en la antigüedad muy poblado de aldeas, contándose además los asentamientos de algunos célebres monasterios de cuyos edificios se conocen aún las ruinas, parte de las cuales pertenecen al término de Villaviciosa.

### Edad Contemporánea
Durante el siglo XIX, al calor de la actividad minero-industrial que aconteció en la cuenca carbonífera, se produjo el desarrollo económico de la zona. También se produjo la llegada del ferrocarril a la comarca, buscando dar salida a la extracción del carbón. En 1873 entró en servicio la línea Córdoba-Belmez, que contaba en Espiel con una estación de ferrocarril propia. Esta dinámica se mantuvo hasta la segunda mitad del siglo XX, en que la actividad minera y ferroviaria decayó. Espiel también destacó durante el último tercio del siglo XIX como un lugar de reposo y curación las aguas medicinales que existían en su término municipal, llegando a construirse varios balnearios para acoger a la burguesía que acudía desde lugares lejanos a recibir tratamiento.
A finales del siglo XX y principios del XXI, además de la tradicional economía agrícola y ganadera, se desarrolló una importante actividad industrial en los sectores metalúrgico, maderero, de elaboración de gres y transformación del plástico, en los cuatro polígonos industriales de la villa. En el sector terciario destaca también un incremento de los servicios turísticos y de ocio.

## Demografía
Espiel cuenta con una población de 2341 habitantes (INE 2024).
| Gráfica de evolución demográfica de Espiel entre 1842 y 2021                                                        |
| |
| Población de derecho según los censos de población del INE Población de hecho según los censos de población del INE |

## Economía
Las variadas actividades económicas agrarias, ganaderas, mineras, industriales y de servicios, ubicadas en la villa de Espiel, hacen que este municipio presente prácticamente una situación de pleno empleo.

### Evolución de la deuda viva municipal
| Gráfica de evolución de Deuda viva del Ayuntamiento de Espiel entre 2008 y 2019                                |
| |
| Deuda viva del Ayuntamiento de Espiel en miles de Euros según datos del Ministerio de Hacienda y Ad. Públicas. |

## Patrimonio artístico y monumental
De época romana destacan varios hornos de fundición en el término municipal. Son construcciones excavadas en el suelo, de cuatro metros de diámetro por dos de altura. 
En su eje ofrecían una chimenea vertical de arcilla de unos 25 cm de diámetro, exteriormente también estaban revestidos de arcilla:
· Una de estas fundiciones se encuentra frente a la Peña Crispina, en las proximidades del yacimiento de agua para el abastecimiento de la población.
· Otra, en La Nava, junto al río Guadalbarbo en el paraje de este nombre, por la carretera de Córdoba a Almadén.
· La tercera, en El Higuerón, es una pequeña fundición, medio recubierta por tierra de labor.
De la época califal destaca el Castillo de "Cabeza de Vaca". Se trata de una importante fortaleza construida posiblemente en época de Al-Hákam II. Presenta planta cuadrangular con torres salientes en cada una de las esquinas y en la mitad de cada uno de sus flancos, de factura muy similar a otras fortalezas del mismo periodo.
También de esta época es el Castillo de Espiel o de la Sierra del Castillo, actualmente en ruinas. Tenía forma alargada e irregular. Se sitúa en un lugar de difícil acceso, ya que por la parte sur hay un precipicio de unos 40 metros de altura, viéndose en el borde del mismo los restos de la edificación.
Del siglo XIX data el balneario de Fuente Agria. El balneario, así como el templete que custodia la fuente, fue construido entre los años 1871 y 1873. Anteriormente a esta fecha ya se conocían las propiedades curativas de estas aguas, siendo propiedad de la casa de Alba el venero de dicha fuente. El agua de Fuente Agria, por su composición, gozó a finales del siglo XIX y principios del XX de una elevada reputación, siendo considerada superior a la de otros veneros medicinales como Vichy o Marmolejo.
Por otro lado, la arquitectura popular de la zona alta y antigua de Espiel está caracterizada por un fuerte tipismo, con calles pendientes y quebradas con plazas irregulares y de casas blancas, que a veces se asientan sobre la roca.
La arquitectura religiosa de Espiel está protagonizada por la parroquia de San Sebastián, del siglo XV. Aunque existió una vieja parroquia medieval en el primitivo emplazamiento de la población, el edificio actual se construyó en la época de los Reyes Católicos. 
Entre las artes conservadas en la iglesia parroquial de San Sebastián, destacan las esculturas y una amplia muestra de orfebrería de los siglos XVII y siguientes (una naveta, una cruz procesional, una custodia rococó, un cáliz, etc.)
La ermita de la Virgen de la Estrella está ubicada en un pintoresco paraje a no mucha distancia del pueblo. Siendo de antigüedad parecida a la de la parroquia, tiene el interés de conservarse en su estado original con su techumbre de madera con vigas.
Pero, sin duda, el hallazgo más notable acaecido en Espiel ha sido el de la campana del Abad Sansón que, conservada en la actualidad en el Museo Arqueológico y Etnológico de Córdoba, está considerada como la campana más antigua de España. Se trata de una pieza de bronce relativamente pequeña, de unos 20 cm de altura y de diámetro máximo, decorada con una serie de líneas en forma de círculos concéntricos muy próximos entre sí y con la siguiente a inscripción: OFFERT hOC MVNVS SAMSON ABBATIS IN DOMVM STI SABaSTIANI MARTIRIS XpI ERA dCCCCLXLIII (El abad Samson ofrece este regalo a la casa (ermita) de San Sebastián mártir de Cristo en el año de la Era 993).